# Elkanah Angwenyi
Elkanah Onkware Angwenyi (* 5. Februar 1983 in Nyamira) ist ein ehemaliger kenianischer Mittelstreckenläufer, der sich auf den 1500-Meter-Lauf spezialisiert hat. Seinen größten Erfolg feierte er mit dem Gewinn der Bronzemedaille über 1500 Meter bei den Hallenweltmeisterschaften 2006 in Moskau.

## Sportliche Laufbahn
Erste Erfahrungen bei internationalen Meisterschaften sammelte Elkanah Angwenyi im Jahr 2006, als er bei den Hallenweltmeisterschaften in Moskau in 3:42,98 min die Bronzemedaille über 1500 Meter hinter dem Ukrainer Iwan Heschko und seinem Landsmann Daniel Kipchirchir Komen gewann. Im August belegte er bei den Afrikameisterschaften in Bambous in 3:48,69 min den achten Platz und anschließend gelangte er beim IAAF World Athletics Final in Stuttgart mit 3:34,37 min ebenfalls auf Rang acht. Im Jahr darauf beendete er seine aktive sportliche Karriere im Alter von 24 Jahren.

## Persönliche Bestzeiten
- 800 Meter: 1:46,3 min, 19. März 2005 in Kakamega
- 1500 Meter: 3:31,97 min, 14. Juli 2006 in Rom
  - 1500 Meter (Halle): 3:41,63 min, 10. März 2006 in Moskau
- Meile: 3:53,05 min, 4. Juni 2005 in Eugene
  - Meile (Halle): 3:54,23 min, 29. Januar 2005 in Boston
- 3000 Meter: 7:43,28 min, 5. Juni 2004 in Gresham